# خط ۱ متروی مادرید
خط ۱ متروی مادرید (انگلیسی: Line 1) یکی از خطوط متروی مادرید است که در سال ۱۹۱۹ تأسیس شده و دارای ۳۳ ایستگاه و  ۲۳٫۸ کیلومتر طول است.

## نگارخانه

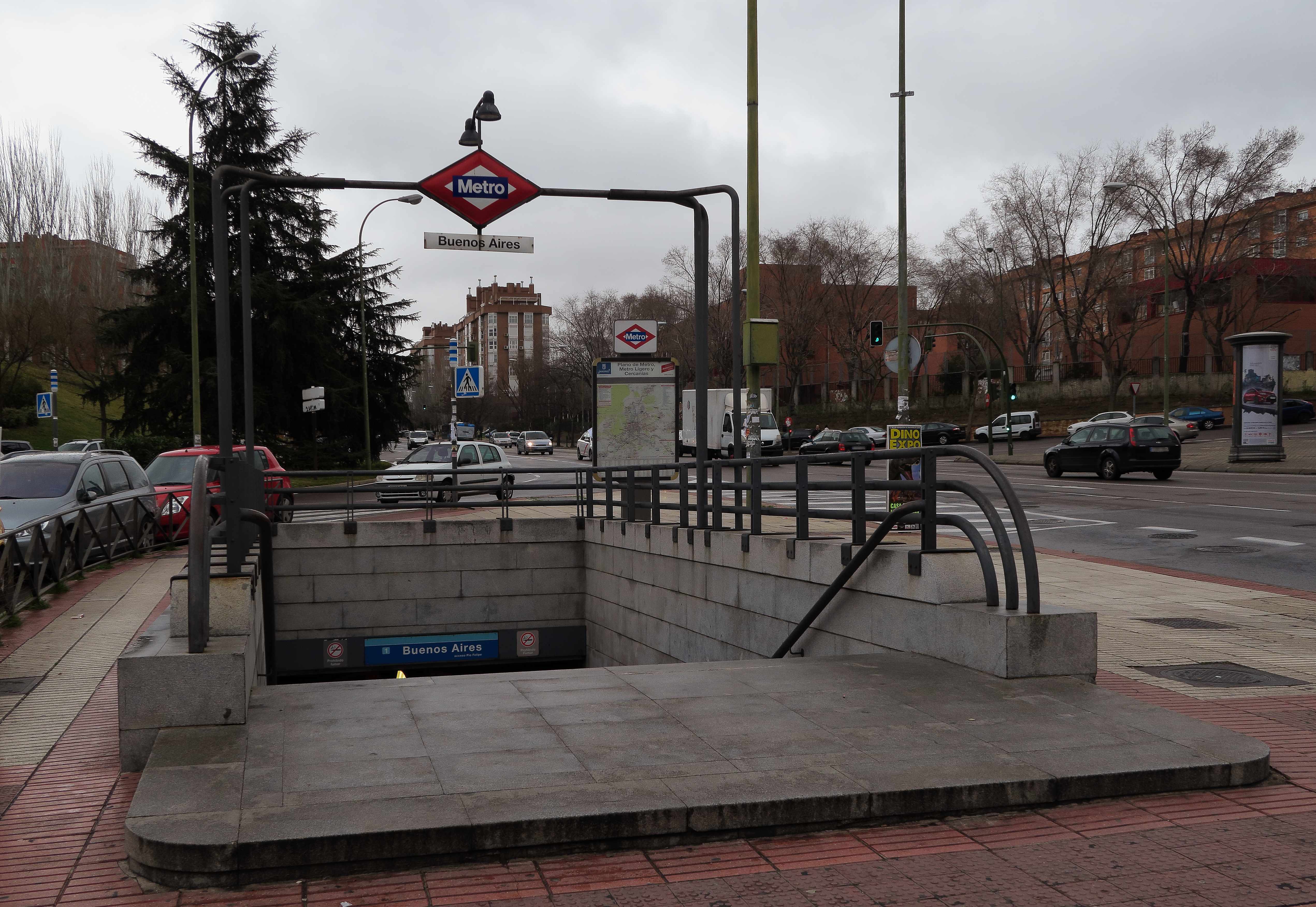
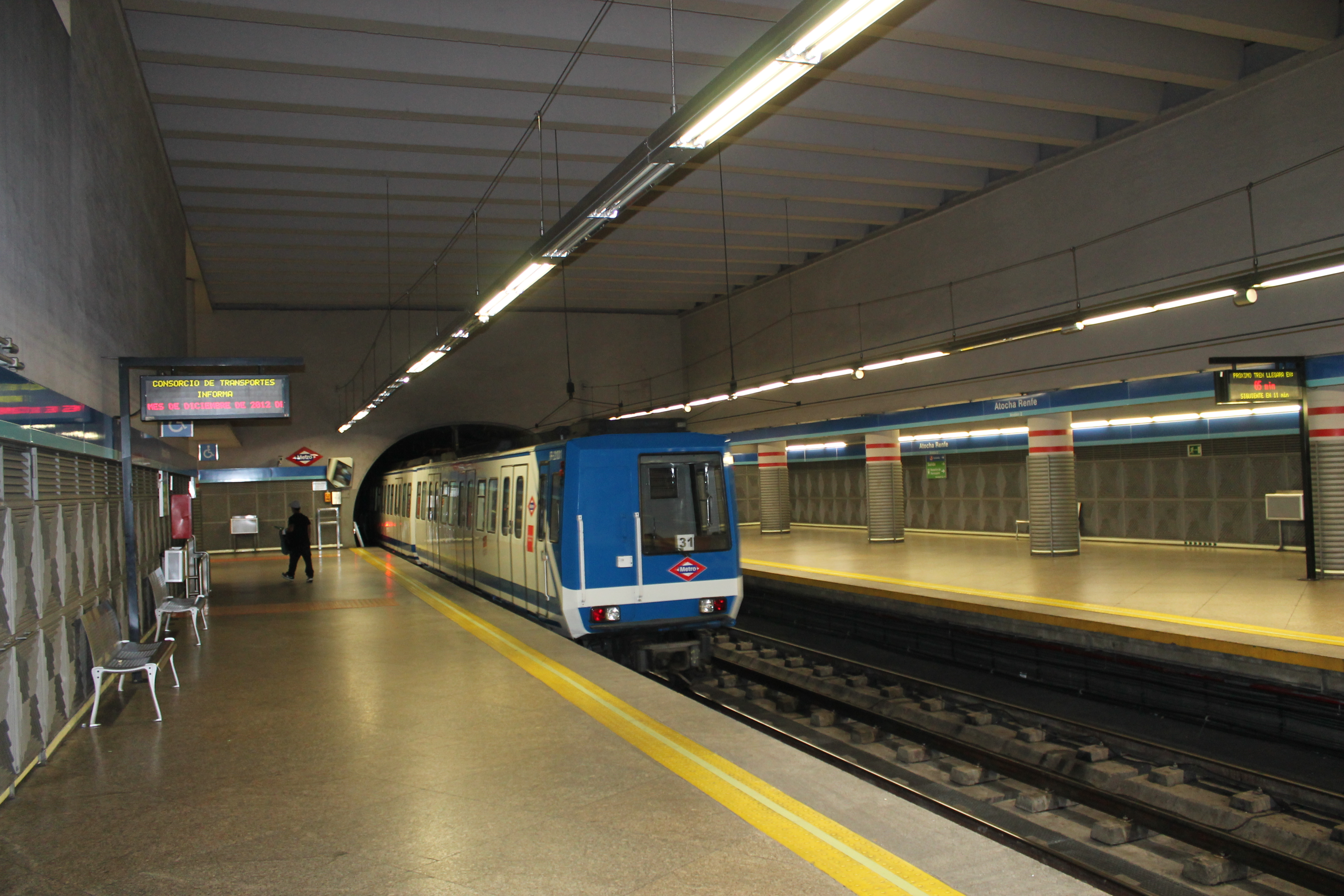
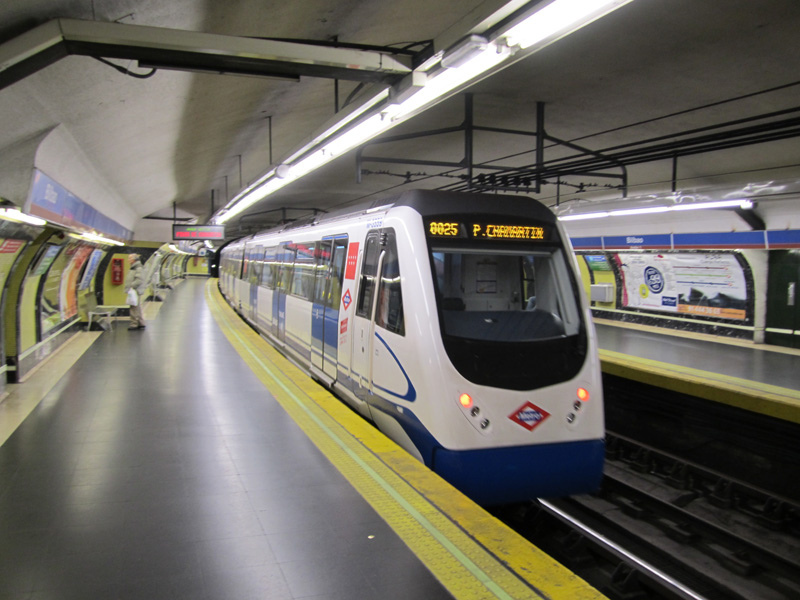
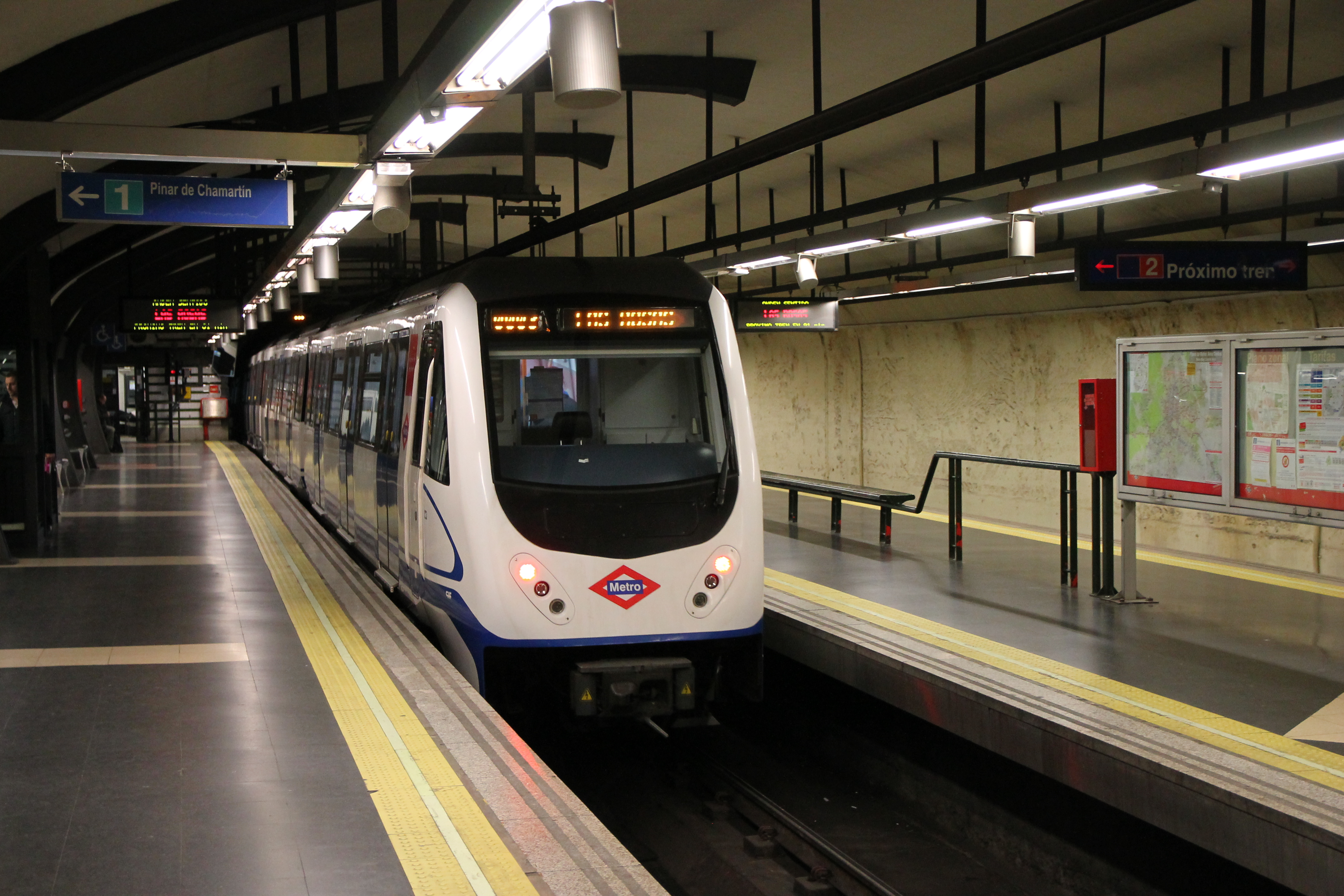